# Powiat de Żnin
Le powiat de Żnin (en polonais : powiat żniński) est un powiat appartenant à la Voïvodie de Couïavie-Poméranie dans le centre-nord de la Pologne.

## Division administrative
Le powiat comprend 6 communes :
- 4 communes urbaines-rurales : Barcin, Janowiec Wielkopolski, Łabiszyn et Żnin ;
- 2 communes rurales : Gąsawa et Rogowo.